# Großer Madron
Der Große Madron, in älteren Karten nur Madron genannt,  ist ein Berg bei Flintsbach am Inn im bayerischen Inntal. Er ist 942 m hoch und geografisch den Bayerischen Voralpen und dort dem Mangfallgebirge zuzuordnen. Der bewaldete Gipfelbereich ist über einen Pfad zwar unschwierig zu erreichen, wird aber aufgrund mangelnder Aussichtspunkte recht selten bestiegen.
Auf seinem Nachbargipfel Kleiner Madron (848 m) liegt der Flintsbacher Gemeindeteil Petersberg.